# Liriomyza lathyri
Liriomyza lathyri este o specie de muște din genul Liriomyza, familia Agromyzidae, descrisă de Sehgal în anul 1971. Conform Catalogue of Life specia Liriomyza lathyri nu are subspecii cunoscute.